# Karl Wilhelm Krüger
Karl Wilhelm Krüger (Gross Nossin, 1796 – Weinheim, 1874) è stato un filologo classico tedesco.

## Biografia
Insegnante alle scuole medie di Berlino, fu poi discreto scrittore e libraio. A lui si deve la pubblicazione di vari testi didattici e di edizioni di Dionigi di Alicarnasso e Tucidide.